# Quiabentia zehntneri
Quiabentia zehntneri är en kaktusväxtart som först beskrevs av Nathaniel Lord Britton och Joseph Nelson Rose, och fick sitt nu gällande namn av Nathaniel Lord Britton och Joseph Nelson Rose. Quiabentia zehntneri ingår i släktet Quiabentia och familjen kaktusväxter. Inga underarter finns listade i Catalogue of Life.